# Айзенштадт-Умгебунг
Айзенштадт-Умгебунг (нім. Bezirk Eisenstadt-Umgebung) — округ в Австрії. Центр округу — місто Айзенштадт. Округ входить до складу федеральної землі Бургенланд. Площа — 453,14 км². Населення — 41 225 осіб. 
Густота населення — 90,98 осіб/км².

## Адміністративні одиниці
Округ розділений на 23 політичні громади (2 міські, 10 ярмаркових та 11 без статусу).

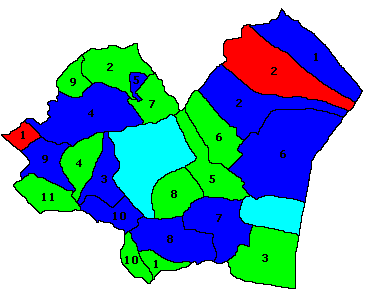
Політичні громади округу Айзенштадт-Умгебунг: міста (червоні), ярмарки (сині), сільські (зелені)

1. Брайтенбрунн-ам-Нойзідлер-Зеє (1766)
2. Вімпассінг-ан-дер-Лайта (1130)
3. Вулькапродерсдорф (1871)
4. Горнштайн (2609)
5. Гросгефлайн (1850)
6. Доннерскірхен (1702)
7. Зігендорф (2726)
8. Клінгенбах (1168)
9. Лайтапродерсдорф (1164)
10. Лоретто (400)
11. Мербіш-ам-Зеє (2355)
12. Мюллендорф (1317)
13. Нойфельд-ан-дер-Лайта (3079)
14. Оггау-ам-Нойзідлер-Зеє (1812)
15. Осліп (1314)
16. Пурбах-ам-Нойзідлер-Зеє (2637)
17. Санкт-Маргаретен (2785)
18. Траусдорф-ан-дер-Вулька (1780)
19. Цагерсдорф (958)
20. Циллінгталь (888)
21. Штайнбрунн (2085)
22. Штотцинг (802)
23. Шютцен-ам-Гебірге (1404)

## Населення
Населення округу за роками за даними статистичного бюро Австрії